# Arda (Tolkien)
 For alternative betydninger, se Arda. (Se også artikler, som begynder med Arda)
Arda er et ord for Tolkiens fiktive verden, ordet betyder Riget på elverfolkets sprog Quenya. På kloden som er skabt af Eru Ilúvatar, foregår blandt andet Ringenes Herre, Hobitten, Húrins børn, Silmarillion og de andre historier fra den første tidsalder.
| Fiktion | Spire Denne artikel om en historie eller noget fiktivt er en spire som bør udbygges. Du er velkommen til at hjælpe Wikipedia ved at udvide den. |